# Türkspor Augsburg
Türkspor Augsburg ist ein Fußballverein aus Augsburg. Der Verein wurde 1972 gegründet und stieg mit der ersten Mannschaft der Männer im Jahre 2019 erstmals in die fünftklassige Bayernliga Süd auf.

## Geschichte
Die Wurzeln des Vereins liegen im Jahr 1968, als erstmals türkische Gastarbeiter insbesondere von verschiedenen Augsburger Textilfabriken unter dem Namen „Türkspor“ an Hobby-Fußballturnieren teilnahmen. Vier Jahre später wurde der Verein beim Bayerischen Landes-Sportverband eingetragen. Im Jahr 2005 wurde der 1979 gegründete und bis dahin selbstständige Augsburger Fußballverein „Genc Altay Spor Kulübü“ bei Türkspor eingegliedert, so dass der Verein heute über etwa 350 Mitglieder verfügt.
Nachdem der Verein in der Spielzeit 2016/17 hinter dem TSV Schwaben Augsburg Tabellenzweiter der Landesliga Südwest geworden und in der Relegationsrunde aufgrund der Auswärtstorregel noch am TSV Landsberg gescheitert war, gelang in der Saison 2018/19 mit einem torlosen Unentschieden im Hin- und einem 2:1-Sieg im Rückspiel gegen den 1. FC Sonthofen erstmals der Aufstieg in die fünftklassige Bayernliga Süd.
In der Saison 2022/23 schafften sie nur den 16. Platz der bedeutete, dass sie in die Relegation mussten. In der ersten Runde konnten sie sich gegen den SB Chiemgau Traunstein mit 2:0 durchsetzen. In der zweiten Runde schafften sie durch ein 3:2 gegen den FC Ehekirchen den Klassenerhalt.
Türkspor nahm bisher dreimal an der Hauptrunde des Bayerischen Toto-Pokals teil: In der Saison 2014/15 gelang durch einen 2:1-Sieg gegen den TSV Schwabmünchen der Einzug in die 2. Hauptrunde, in der Türkspor durch eine 0:1-Niederlage gegen den 1. FC Sonthofen aber ausschied. In der Spielzeit 2017/18 scheiterte der Verein in der ersten Runde im Elfmeterschießen am TSV Schwabmünchen. 2021/22 schaffte es die Mannschaft erstmals bis ins Achtelfinale.

## Spielstätte
Türkspor Augsburg trägt seine Heimspiele auf dem Hauptfeld der städtischen Sportanlage im Augsburger Stadtteil Haunstetten aus. Die dortige überdachte Zuschauertribüne bietet etwa 900 Sitzplätze.

## Bekannte Spieler und Trainer
- Ezra Armstrong
- Manfred Bender
- Mohamed El-Bouazzati
- Patrick Mölzl
- Vladimir Rankovic
- Moustapha Salifou
- Furkan Şimşek
- Sebastian Mitterhuber
- Yasin Yılmaz